# Valentina Titova
Pour les articles homonymes, voir Titova.
Valentina Antipovna Titova (en russe : Валентина Антиповна Титова), née le 6 février 1942 à Korolev (oblast de Moscou), est une actrice soviétique puis russe.

## Biographie
Valentina Titova s'est mariée avec l'acteur et réalisateur Vladimir Bassov avec qui elle a eu un fils, le réalisateur, acteur et scénariste Aleksandr Bassov, né en 1965, et une fille, Elizabeth, née en 1971. Après avoir divorcé, elle se remarie avec le directeur de la photographie Georgy Rerberg.

### Formation
- Institut théâtral d'État (ru) d'Iekaterinbourg

## Filmographie partielle

### Au cinéma
- 1963 : Vsyo ostayotsya lyudyam de Gueorgui Natanson : hôtesse de l'air
- 1965 : La Tempête de neige (Метель, Metel) de Vladimir Bassov : Maria Gavrilovna
- 1966 : Vostochny koridor : Lyudmila
- 1967 : Le Vendeur d'air (Продавец воздуха, Prodavetz vozdukha) de Vladimir Riabtsev : Nora
- 1968 : Le Glaive et le Bouclier (Щит и меч, Chtchit i metch) de Vladimir Bassov : Nina
- 1968 : Dom i khozyain
- 1970 : Mezh vysokikh khlebov
- 1971 : More nashey nadezhdy
- 1972 : Vozvrashchenie k zhizni
- 1972 : Gorod na Kavkaze
- 1973 : Neylon 100% : Inga Kireyeva
- 1974 : I na Tikhom Okeane... : Varia, fiancée d'Aleksandr Nezelasov
- 1974 : Pomni imya svoye
- 1975 : Voskhod nad Gangom : Meri
- 1976 : Shag navstrechu : Streshnikova
- 1976 : Au-u! : Reine (épisode Chto nasha zhizn'!? ili Chto nasha zhizn'!?)
- 1976 : Romance sentimentale (Сентиментальный роман) d'Igor Maslennikov :  Marianne, femme d'Ilia
- 1977 : Les circonstances familiales (Семейные обстоятельства) de Leonid Martyniouk (ru) : Nina
- 1977 : L’Échange (Mainai) de Raimondas Vabalas : Lina
- 1977 : Gonki bez finisha
- 1977 : 100 gramm dlya khrabrosti : Panyukova
- 1977 : Mimino : femme d'un chanteur d'opéra
- 1978 : Po ulitsam komod vodili...
- 1978 : Raspisaniye na poslezavtra : Zoya Ivakina
- 1979 : Tyazhyolaya voda : Olga Andreïevna
- 1979 : Le Père Serge (Otets Sergiy, Отец Сергий) d'Igor Talankine : Mary Korotkova
- 1979 : Rallijs : Kristina Glushkova
- 1980 : Zvyozdny inspektor
- 1981 : Un jour vingt ans après (Odnazhdy dvadtsat let spustya, Однажды двадцать лет спустя) de Youri Egorov
- 1981 : Pluie d'étoiles (Звездопад, Zvezdopad) d'Igor Talankine : actrice
- 1981 : Petrovka, 38 (Петровка, 38) de Boris Grigoriev : mère de Lionka
- 1981 : Carnaval (Карнавал) de Tatiana Lioznova : propriétaire d'appartement
- 1982 : Fruza de Viatcheslav Nikiforov (ru) : Nonna
- 1982 : Lichnye schyoty : Olga Skopina
- 1983 : Polosa vezeniya : Pet Shop Girl (épisode Zolotye rybki)
- 1983 : L'Âge tendre (Нежный возраст, Nezhnyy vozrast) de Valéry Issakov (ru) : Erna Fiodorovna
- 1985 : Chasseur de serpents (Змеелов, Zmeelov) de Vadim Derbeniov : Tamara
- 1985 : Le Testament du professeur Dowell (Zaveshchaniye professora Douelya, Завещание профессора Доуэля) de Leonid Menaker
- 1985 : I na kamnyakh rastut derevya : Kuksjas mor
- 1986 : Veruyu v lyubov
- 1986 : Zheleznoye pole
- 1986 : Ekzamen na direktora : Alla Borisovna
- 1988 : Shantazhist : Yelena Kulikova
- 1989 : Eto bylo u morya
- 1989 : Nochevala tuchka zolotaya...
- 1990 : Bes v rebro
- 1990 : Sobachiy pir
- 1991 : Semyanin
- 1991 : Tsar Ivan Grozny (Царь Иван Грозный) de Gennady Vasilyev (en) : mère supérieure
- 1991 : Bezumnaya Lori : propriétaire du chien Toby
- 1992 : Ofitsiant s zolotym podnosom : Avgusta Ernestovna
- 1995 : Aimer à la russe (ru) (Lyubit po-russki) d'Ievgueni Matveïev : femme de Moukhine
- 1996 : Aimer à la russe 2 (ru) (Lyubit po-russki 2) d'Ievgueni Matveïev : femme de Moukhine
- 1999 : Mourir est facile (ru) (Умирать легко, Umirat legko) d'Aleksandr Khvan (ru): Directeur d’orphelinat
- 2000 : Zhenshchin obizhat ne rekomenduyetsya : la mère de Vera

### À la télévision
- 1970 : Carrousel (ru) de Mikhail Schweitzer : Maria Semenovna
- 1976 : Les Jours des Tourbine (Дни турбиных) de Vladimir Basov : Elena Tourbine
- 2011 : Les Amazones d'Evgueni Terentiev